# Alter Lichtscheider Wasserturm

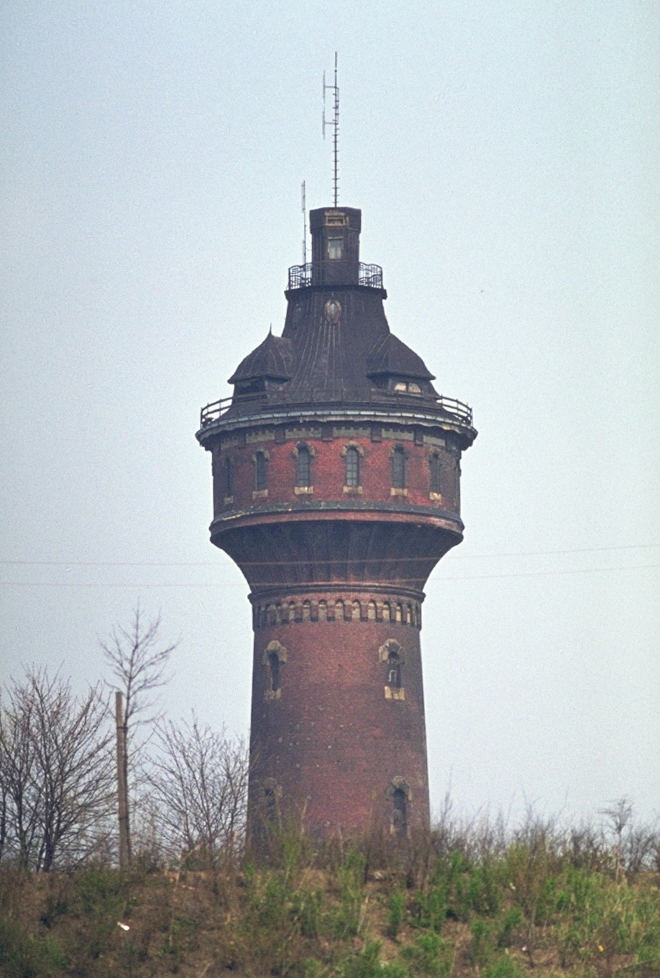
Der alte Lichtscheider Wasserturm

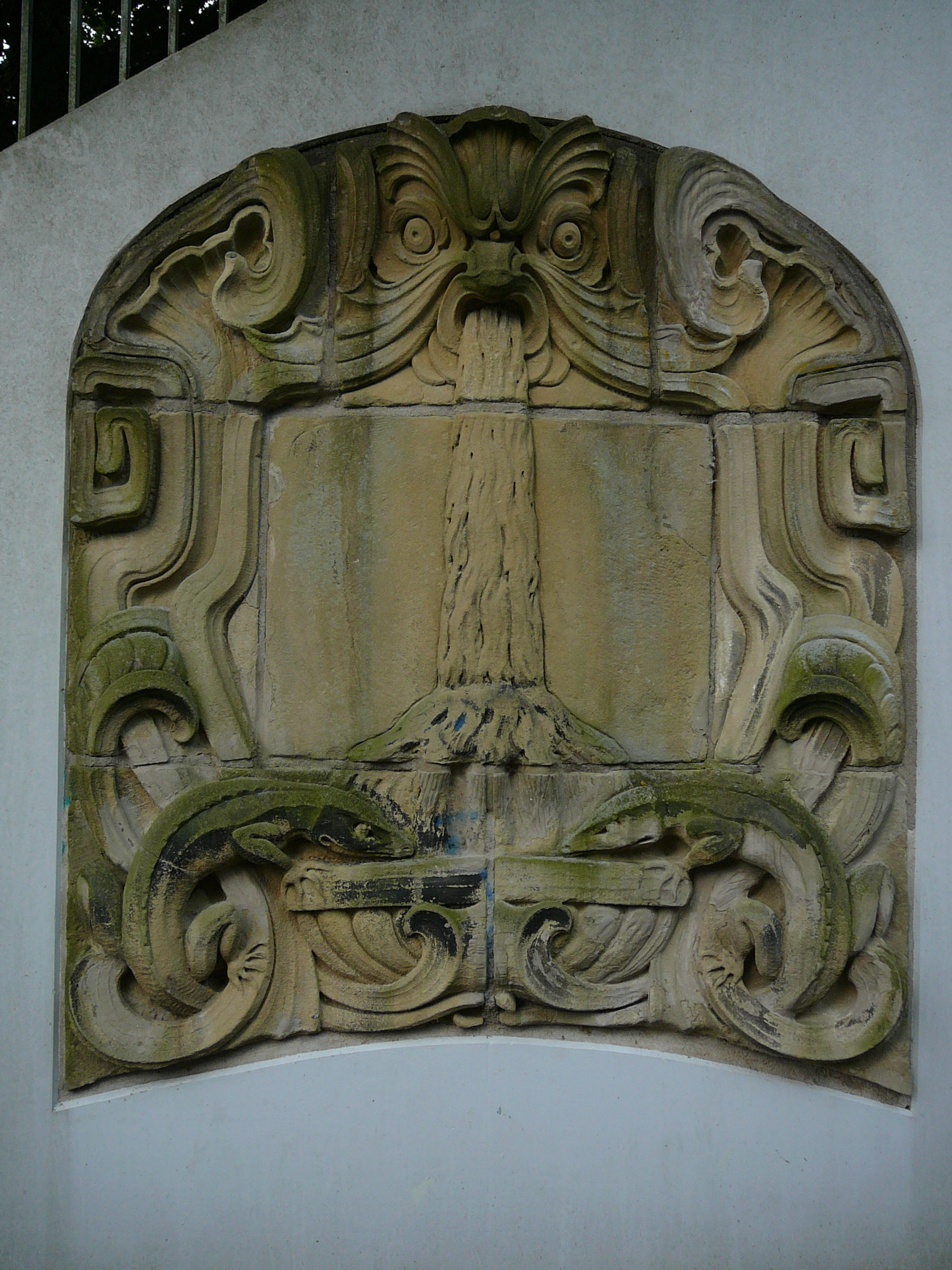
Das Relief Meeresungeheuer am Stolleneingang zum Wasserbehälter an der Oberbergischen Straße

Der Alte Lichtscheider Wasserturm (auch Wasserturm Lichtenplatz) war ein 44,4 Meter hoher Wasserturm auf dem höchsten Punkt Wuppertals, dem Lichtscheid. Er wurde 1977 niedergelegt und durch den neuen Lichtscheider Wasserturm nur wenige hundert Meter entfernt ersetzt. Er galt als Baudenkmal und war in der amtlichen Liste des Landeskonservators aufgeführt.
Der nach dem Intzeprinzip in Ziegelbauweise mit Hausteinen erbaute Behälter auf den Südhöhen wurde in den Jahren 1902–1903 vom Barmer Architekten und Bauunternehmer Robert Koch (1861–1910) im Auftrag der damals selbstständigen Stadt Barmen errichtet. Dem Erbauer wird eine Vorliebe für Stuck- und Schmuckdetails nachgesagt, was sich auch an dem Relief zeigt, das sich über den Eingangstor befand und Koch zugeschrieben wird. Dieses Relief, Meeresungeheuer genannt, zeigt ein Meeresungeheuer, aus dessen grimmigem Maul ein Schwall Wasser hervorbricht und sich kaskadenartig in ein Becken ergießt. Aus dem Becken laben sich zwei Salamander. Weiter zeigt das dekorative Relief Pflanzenornamente. Der Behälter hatte einen kräftigen Sockel und ein Fassungsvermögen von 400 m³. Dies war für die Wasserversorgung in den 1970er Jahren nicht mehr ausreichend, daher entschlossen sich die Stadtwerke zum Bau eines neuen Wasserturms mit einem Fassungsvermögen von 1500 m³.
Unter Protesten engagierter Bürger und Institutionen wie des Barmer Verschönerungsvereins, die den Wasserturm als technisches Denkmal mit überregionaler Bedeutung erhalten wollten, wurde er am 2. Dezember 1977 gegen 13:30 Uhr gesprengt. Über dieses Ereignis wurde in Printmedien, Rundfunk und Fernsehen berichtet, es sorgte für landesweites Aufsehen.
Einzig das Relief Meeresungeheuer ist erhalten geblieben und wurde vor der Sprengung entfernt. Nach einer gründlichen Restaurierung fand es im August 1978 seitlich am Stolleneingang zu den Wasserbehältern an der Oberbergischen Straße einen neuen Platz.